# Angelina Golikova
Pour les articles homonymes, voir Golikov.
Angelina Romanovna Golikova (russe : Ангелина Романовна Голикова), née le 17 septembre 1991 à Moscou, est une patineuse de vitesse russe. Elle remporte la médaille de bronze sur le 500 m aux Jeux olympiques d'hiver de 2022.

## Palmarès

### Jeux olympiques
| Épreuve / Édition | 500 mètres                          | 1 000 mètres | 1 500 mètres | 3 000 mètres | 5 000 mètres | Mass start | Poursuite par équipes |
| JO 2022 Pékin     | Médaille de bronze, Jeux olympiques | —            | —            | —            | —            | —          | —                     |

 Légende :

- : première place, médaille d'or
- : deuxième place, médaille d'argent
- : troisième place, médaille de bronze
- : pas d'épreuve
- — : Non disputée par le patineur
- DSQ : disqualifiée

### Championnats du monde
- Championnats du monde simple distance de patinage de vitesse
  -  médaille d'or du 500 m en 2021
  -  médaille d'argent du 500 m en 2020
  -  médaille d'argent par équipes en 2020
  -  médaille de bronze par équipes en 2019